# 威廉·卡特罗尔
威廉·艾伯特·卡特罗尔（英語：William Albert Catterall，1946年10月12日—），出生于罗德岛州普罗维登斯，美国药理学家和神经学家，华盛顿大学医学院教授。他的主要贡献是阐明兴奋细胞离子通道的化学结构和功能。通过结合生物化学、分子生物学、药理学和电学方法，他描述了钠离子和钙离子通道的分子基础，这对中央神经细胞动作电位产生影响。他还研究了这些渠道功能受损造成的疾病，包括癫痫病和周期性麻痹。卡特罗尔1989年入选美国国家科学院，2008年入选皇家学会，2010年获盖尔德纳国际奖。